# 23409 Derzhavin
23409 Derzhavin (tên chỉ định: 1978 QF1) là một tiểu hành tinh vành đai chính. Nó được phát hiện bởi Nikolai Chernykh ở Đài vật lý thiên văn Crimean gần Nauchnyj, Ukraine, ngày 31 tháng 8 năm 1978. Nó được đặt theo tên Gavrila Derzhavin, a Russian poet và statesman of the 18th và 19th centuries.